# Londoner Erklärung
Mit der sogenannten Londoner Erklärung vom 5. Januar 1943, auch Alliierte Erklärung genannt (vollständig: „Alliierte Erklärung über die in den vom Feinde besetzten oder unter seiner Kontrolle stehenden Gebieten begangenen Enteignungshandlungen vom 5. Januar 1943“), warnten die 18 Unterzeichnerstaaten alle, insbesondere auch die in neutralen Staaten wohnhaften Personen, vor Ankäufen von entzogenem Eigentum.
Die Signatarstaaten behielten sich das Recht vor, jede Übertragung und Veräußerung von Eigentum, Guthaben, Rechten und Anrechten für nichtig zu erklären, die in den von den Feindstaaten besetzten oder kontrollierten Gebieten stattfinden. Auch dann, wenn solche Übertragungen oder Veräußerungen in Form scheinbar gesetzmäßiger Geschäfte vorgenommen worden oder ohne jeden Zwang getätigt worden sind, werden diese für nichtig erklärt.

## Strittige Legitimation
Die Londoner Erklärung war Grundlage für die Restitutionsregelungen der alliierten Besatzungsmächte in Deutschland. Diese Praxis wurde in der deutschen Rechtsliteratur der Nachkriegsjahre einhellig abgelehnt. Während einige Juristen anhand der Londoner Erklärung sowie der Militärgesetzgebung versuchten, die Ungesetzlichkeit des Vorgehens der Besatzungsmächte nachzuweisen, verwarfen andere die völkerrechtliche Legitimation der Rückerstattungsgesetze.
Eine völkerrechtlich akzeptable Rechtsgrundlage für die von Privatpersonen restituierten Güter hätten Regelungen in einem förmlichen Friedensvertrag bringen können.
Scharf kritisiert wurde die Umkehr der Beweislast in Restitutionsfragen, bei der ein Erwerber beweisen muss, dass die Sache ohne Gewalt oder Zwang erworben wurde. Umstritten war ferner, ob ein gutgläubiger Erwerber nach der Restitution seinerseits Ansprüche gegen den Veräußerer geltend machen kann.